# Adaptives Lernen
Adaptives Lernen (von lateinisch adaptare ‚anpassen‘) ist ein Konzept, nach welchem die Art der Wissensvermittlung an den Wissensstand, die Lernpräferenzen und das Umfeld des Lernenden angepasst werden muss, um einen vergleichbaren Lernerfolg für alle Lernenden zu erzielen. Das Konzept ist vor allem in der Pädagogik und im Marketing verbreitet, findet aber auch zunehmende Beachtung beim Entwurf von interaktiven Systemen, wie zum Beispiel Smart Homes.

## Begriffserklärung
Adaptives Lernen oder Adaptive Learning wurde bereits in den 1970er Jahren entwickelt. In der Pädagogik steht der Begriff Adaptives Lernen für die „Anpassung einer sich permanent ändernden Unterrichtssituation, auf unterschiedliche Lernverständnisse, Lernerfolge und auf das Verhalten der Schüler“. Die Lehrkraft muss auch Schwierigkeiten der Schüler außerhalb des Unterrichts erkennen und Maßnahmen gemeinsam mit deren Eltern abstimmen. In jüngerer Vergangenheit rückte die Einbindung von unterstützenden Lernsystemen im Unterricht sowie Werkzeugen zum eigenständigen Lernen zusätzlich in den Vordergrund.
Die angepasste Wissensvermittlung spielt auch im Online-Marketing eine immer wichtiger werdende Rolle. Adaptive Systeme erlernen das Verhalten ihrer Nutzer und präsentieren ihnen Informationen, wenn sie aufnahmefähig und -willig sind. Sie weisen beispielsweise darauf hin, welchen Schritt ein Benutzer als Nächstes tun muss, um einen Kauf abzuschließen, wenn dieser längere Zeit nicht mit dem System interagiert hat. Diese Funktion ist im Online-Handel mittlerweile universell verbreitet.

## Makro- und Mikroebene
Die zu beachtende Lernumgebung werden auf verschiedenen Ebenen betrachtet. Auf der Makroebene könnte dies die Einteilung in Gruppen nach Leistungsniveau, eine Anpassung des Lehrplans oder die Auswahl zu verwendender unterstützender Werkzeuge sein.
Auf der Mikroebene geht es um die direkte Interaktion zwischen Wissensvermittler und Lernendem, also zum Beispiel zwischen Lehrer und Schüler oder zwischen einem Newsletter und dessen Empfänger. Diese Kommunikation unterliegt einem laufenden Anpassungsprozess durch die Auswahl der zu vermittelnden Informationen. So könnte ein Lehrer die Auswahl der Aufgaben verändern, während ein Newsletter die präsentierten Angebote den Interessen des Empfängers anpasst.

## Abgrenzung zur Differenzierung
Adaptives Lernen wird in der Pädagogik den Feldern Differenziertes Lernpotential und Motivation zugeordnet. Differenzierung versteht sich als good teaching (normative Beschreibung); für den Unterricht werden unterschiedliche Lernangebote für unterschiedliche Schüler erarbeitet. Adaptives Lernen versteht sich hingegen als effective teaching und beschreibt die Wirkung der passenden Lernangebote auf die Entwicklung der Schüler (Motivation und Persönlichkeitsentwicklung).

## Anwendung in der Praxis
Adaptive Lernsysteme können im Bildungsbereich eingesetzt werden, um individuell auf die Bedürfnisse von Lernenden einzugehen. Durch die Nutzung von Künstlicher Intelligenz können große Mengen an Daten analysiert und zugrunde liegende Informationen extrahiert werden. Bisher wurden adaptive Lernsysteme unter anderem genutzt, um Studierende bei der Entwicklung ihrer argumentativen Schreibleistung zu unterstützen (Argumentation Mining). Solche Systeme können auch für das Distanzlernen eingesetzt werden.